# Том Шнелль
Том Шнелль (люксемб. Tom Schnell, нар. 8 жовтня 1985, Люксембург) — люксембурзький футболіст, захисник клубу «Ф91 Дюделанж».
Виступав, зокрема, за клуби «Расінг» (Люксембург) та «Фола», а також національну збірну Люксембургу.

## Клубна кар'єра
У дорослому футболі дебютував 2002 року виступами за команду клубу «Уніон» (Люксембург), в якій провів два сезони, взявши участь у 33 матчах чемпіонату. 
Протягом 2004—2005 років перебував у розпорядженні німецького клубу «Айнтрахт» (Трір), у складі якого, втім, не заграв.
2005 року повернувся на батьківщину, ставши гравцем клубу «Расінг» (Люксембург). Відіграв за столичний клуб наступні п'ять сезонів своєї ігрової кар'єри.
У 2010 році уклав контракт з клубом «Фола», у складі якого провів наступні чотири роки своєї кар'єри гравця. 
До складу клубу «Ф91 Дюделанж» приєднався 2014 року.

## Виступи за збірні
Протягом 2003–2004 років залучався до складу молодіжної збірної Люксембургу. На молодіжному рівні зіграв у 8 офіційних матчах.
У 2004 році дебютував в офіційних матчах у складі національної збірної Люксембургу. Наразі провів у формі головної команди країни 37 матчів.

## Титули та досягнення
- Чемпіон Люксембургу (5):

«Фола»: 2013
«Ф91 Дюделанж»: 2016, 2017, 2018, 2019
- Володар Кубка Люксембургу (3):

«Ф91 Дюделанж»: 2016, 2017, 2019